# Semih Kılıçsoy
Semih Kılıçsoy (Gaziosmanpaşa, 15 agosto 2005) è un calciatore turco, attaccante del Cagliari, in prestito dal Beşiktaş, della nazionale Under-21 turca e della nazionale turca.

## Caratteristiche tecniche
Semih Kılıçsoy è un giovane attaccante turco, dotato di buone qualità tecniche e duttilità tattica. Può giocare come punta centrale, seconda punta o esterno d'attacco, prediligendo la fascia sinistra per accentrarsi e calciare con il destro. È veloce, agile, bravo nel dribbling e ha un buon piede sinistro. Per le sue caratteristiche, è stato paragonato a Sergio Agüero.

## Carriera

### Club
Kılıçsoy è cresciuto nel settore giovanile del Beşiktaş con cui ha debuttato il 26 febbraio 2023 nell'incontro di Süper Lig pareggiato 0-0 contro l'Antalyaspor. ha segnato il suo primo gol il 27 luglio seguente, nell'incontro valevole per i preliminari di Conference League vinto 3-1 contro il Tirana.
Conclusa l'esperienza in patria, il 3 agosto 2025 viene quindi ceduto in prestito con diritto di riscatto al Cagliari, in Serie A. Debutta ufficialmente in maglia rossoblù il 16 dello stesso mese, subentrando al posto di Roberto Piccoli al 77' della partita valida per i trentaduesimi di finale di Coppa Italia contro la Virtus Entella; stante l'1-1 dei tempi regolamentari, nell'epilogo dei tiri di rigore è tra i giocatori che contribuiscono al passaggio del turno dei sardi mettendo a segno il proprio tentativo dagli undici metri.

### Nazionale
Dopo avere giocato numerose partite con le varie nazionali giovanili turche, il 4 giugno 2024 esordisce in nazionale maggiore nell'amichevole pareggiata 0-0 contro l'Italia.

## Statistiche
Statistiche aggiornate al 3 agosto 2025
| Stagione        | Squadra         | Campionato      | Campionato | Campionato | Coppe nazionali | Coppe nazionali | Coppe nazionali | Coppe continentali | Coppe continentali | Coppe continentali | Altre coppe | Altre coppe | Altre coppe | Totale | Totale | Totale |
| Stagione        | Squadra         | Comp            | Pres       | Reti       | Comp            | Pres            | Reti            | Comp               | Pres               | Reti               | Comp        | Pres        | Reti        | Pres   | Reti   |        |
| --------------- | --------------- | --------------- | ---------- | ---------- | --------------- | --------------- | --------------- | ------------------ | ------------------ | ------------------ | ----------- | ----------- | ----------- | ------ | ------ | ------ |
| 2022-2023       | Beşiktaş        | SL              | 4          | 0          | CT              | 0               | 0               |                    | -                  | -                  |             | -           | -           | 4      | 0      |        |
| 2023-2024       | Beşiktaş        | SL              | 23         | 11         | CT              | 5               | 0               | UECL               | 7                  | 1                  |             | -           | -           | 35     | 12     |        |
| 2024-2025       | Beşiktaş        | SL              | 32         | 3          | CT              | 4               | 0               | UEL                | 2                  | 1                  | ST          | 1           | 0           | 46     | 4      |        |
| lug. 2025       | Beşiktaş        | SL              | 0          | 0          | CT              | 0               | 0               | UEL                | 2                  | 0                  | -           | -           | -           | 2      | 0      |        |
| Totale Beşiktaş | Totale Beşiktaş | Totale Beşiktaş | 59         | 14         |                 | 9               | 0               |                    | 16                 | 2                  |             | 1           | 0           | 85     | 16     |        |
| 2025-2026       | Cagliari        | A               | -          | -          | CI              | 1               | -               | -                  | -                  | -                  | -           | -           | -           | -      | -      |        |
| Totale carriera | Totale carriera | Totale carriera | 59         | 14         |                 | 10              | 0               |                    | 16                 | 2                  |             | 1           | 0           | 85     | 16     |        |

### Cronologia presenze e reti in nazionale
| Cronologia completa delle presenze e delle reti in nazionale ― Turchia | Cronologia completa delle presenze e delle reti in nazionale ― Turchia | Cronologia completa delle presenze e delle reti in nazionale ― Turchia | Cronologia completa delle presenze e delle reti in nazionale ― Turchia | Cronologia completa delle presenze e delle reti in nazionale ― Turchia | Cronologia completa delle presenze e delle reti in nazionale ― Turchia | Cronologia completa delle presenze e delle reti in nazionale ― Turchia | Cronologia completa delle presenze e delle reti in nazionale ― Turchia |
| Data                                                                   | Città                                                                  | In casa                                                                | Risultato                                                              | Ospiti                                                                 | Competizione                                                           | Reti                                                                   | Note                                                                   |
| ---------------------------------------------------------------------- | ---------------------------------------------------------------------- | ---------------------------------------------------------------------- | ---------------------------------------------------------------------- | ---------------------------------------------------------------------- | ---------------------------------------------------------------------- | ---------------------------------------------------------------------- | ---------------------------------------------------------------------- |
| 4-6-2024                                                               | Bologna                                                                | Italia                                                                 | 0 – 0                                                                  | Turchia                                                                | Amichevole                                                             | -                                                                      | 82’                                                                    |
| 10-6-2024                                                              | Varsavia                                                               | Polonia                                                                | 2 – 1                                                                  | Turchia                                                                | Amichevole                                                             | -                                                                      | 46’                                                                    |
| 6-7-2024                                                               | Berlino                                                                | Paesi Bassi                                                            | 2 – 1                                                                  | Turchia                                                                | Euro 2024 - Quarti di finale                                           | -                                                                      | 89’                                                                    |
| 19-11-2024                                                             | Nikšić                                                                 | Montenegro                                                             | 3 – 1                                                                  | Turchia                                                                | UEFA Nations League 2024-2025 - 1º turno                               | -                                                                      | 82’                                                                    |
| Totale                                                                 |                                                                        | Presenze                                                               | 4                                                                      |                                                                        | Reti                                                                   | 0                                                                      |                                                                        |

## Palmarès

### Club

#### Competizioni nazionali
- Coppa di Turchia: 1

Beşiktaş: 2023-2024
- Supercoppa di Turchia: 1

Beşiktaş: 2024